# Dornier Do Y
Le Dornier Do Y est un bombardier trimoteur allemand de l'entre-deux-guerres. Une version civile en a été extrapolé.

## Historique

### Conception
En parallèle de son activité dans l'hydraviation, Claude Dornier développa plusieurs avions terrestres depuis la Suisse, ses ateliers étant clandestins en raison de clauses du Traité de Versailles qui amenaient des restrictions drastiques en matière de conception et de construction aéronautique. Après l'échec du Dornier Do P, l'avionneur décida de renouveler son expérience de produire un bombardier terrestre et c'est ainsi que naquit le Do Y.
Extérieurement, cet avion n'avait pas grand-chose de commun avec ses contemporains, de par son allure générale, mais aussi de par sa conception. En effet, Dornier avait en partie fait appel au duralumin, un alliage léger qu'il avait déjà utilisé une quinzaine d'années auparavant sur le Zeppelin-Lindau V1. Sa propulsion était assuré par trois Bristol Jupiter VI de 450 ch entraînant chacun une hélice tripale en métal. Le train d'atterrissage classique était fixe et à large voie tandis que l'aile haute présentait un profil semi-elliptique. Hormis l'opérateur de bombardement qui disposait d'un habitacle tous les membres d'équipage prenaient place dans des habitacles à l'air libre, les pilotes ne faisant pas exception avec leur cockpit.
L'armement se composait de quatre mitrailleuses jumelées MG15 de calibre 7,92 mm dans les postes de tir avant et dorsaux et de douze bombes de 100 kg chacune. Le premier vol du prototype de l'avion eut lieu le 17 octobre 1931.

### Du Do Y au Do U
Dès les premiers essais, Dornier eut l'idée de transformer son prototype en avion de ligne. L'avion fut donc modifié et testé en vol en Suisse sous l'immatriculation HB-GOF dès 1932 en tant que Do U. Prévu pour le transport de douze passagers, cette machine n'attira aucune compagnie et le Do U fut donc mis au rencard.

### En service
En 1933, l'aviation royale yougoslave fit l'acquisition de trois Do Y remotorisés avec des Gnome et Rhône Jupiter 9K de 625 ch chacun. Ils y demeurèrent jusqu'en juillet 1939, quand ils laissèrent la place à des Savoia-Marchetti SM.79 italiens plus modernes. Cependant, ces trimoteurs avaient encore quelques ressources et ils furent utilisés pour des tâches secondaires comme l'entraînement avancé ou le transport postal jusqu'en 1941. Saisis par la Luftwaffe, au moins un de ces avions fut finalement offert aux aviateurs croates.

### Utilisateurs
- Yougoslavie
  - Aviation royale yougoslave.
    - 81e régiment.
- Croatie
  - Aviation militaire croate.

## Versions
Bien que le terme de Do-15 soit parfois utilisé pour le Do Y celui-ci représente en réalité une version militaire du Wal utilisée par la Luftwaffe.
- Do Y : Désignation de la version de bombardement construite à quatre exemplaires dont un prototype.
- Do U : Désignation de la version de transport civil de passager obtenue par transformation du prototype Do Y.